# いーふらん
株式会社いーふらんは、神奈川県横浜市西区みなとみらいに本社を置き、全国に1300店舗を展開するブランド品・貴金属・骨董品等の買取および販売を行う買取専門店『おたからや』の運営を中心に、不動産、フィットネス、水素吸引サロン、ゴルフ事業を展開している日本の企業。
直営店150店舗、加盟店約1千店舗を抱え、業界大手のうちの一つ。

## 概要
2000年（平成12年）渡辺喜久男が、骨董品、美術品などの買取りを行う「おたからや」を開業。同年3月に「おたからや」の事業を行うための「株式会社いーふらん」を創業。会社名は“いいフランチャイズを築きたい”という意思から「いーふらん」と名付けられた。
そのほか不動産事業や2021年（令和3年）4月にはフィットネス事業「健康の森温活フィットネス」を開始。2022年（令和4年）にはゴルフ事業「E-swing -PREMIUM-」を開始した。自社運営の市場「おたからやオークション」を持つことで同オークションに出品し売り切り、在庫を抱えるリスクを抑えている。オークションはBtoBがメインでインターネットで電子化している。
積極的な店舗展開に加え、金の価格高騰や、「終活」の広がりで売り手も増え、2022年度リユース企業チェーン売上高ランキングでは、売上701.2億円、1013店舗で第4位に位置している。
2024年5月にはおたからや海外1号店となるシンガポール店を足がかりに香港、台湾、タイ、インドネシアへと出店を予定するが、その背景には「海外では中古販売店が売り主の代理で売る委託販売が主流で、買い取り業は日本以外であまり見かけず、海外で買い取った商品を世界で流通させることで中古品の供給量を増やし、中古品の供給自体を増やしたいとする同社の考えがある。また、2024年度の同社新卒社員は250人弱に及ぶことから、有能な社員にチャンスを与えたくても国内ではステージが足りず、責任あるポストを増やすことで人材の好循環を狙う目的もあり、事実、シンガポール現地法人の代表は29歳が抜擢されている。
人材育成では、人事評価、教育、デジタル化の三つの視点で取組を行い、週次で行うテストの結果から勤怠の状況、周囲の従業員からの評価まで、ITツールを活用しての情報を管理で、評価者によって変わることのない実力が公平に評価されるような仕組みづくりに注力するほか、eラーニングによる商品の勉強や、インターネット上から業務理解に関するテストが受けられたりする環境の整備、スマートフォンで複数枚の写真を撮るのみで真贋、相場の判定のできるシステム開発などデジタル化にも注力する。

## 沿革
- 2000年（平成12年）- 株式会社いーふらん設立。横浜市に「おたからや」1号店開店。
- 2008年（平成20年） - フランチャイズによる出店第1号店がオープン。その後も、全国各地にフランチャイズ展開を進める。
- 2014年（平成26年）-「おたからや」が買取専門店加盟店数全国1位達成、加盟店336店、直営店24店舗、合計360店舗となる。
- 2020年（令和2年）- 5年連続「おたからや」が買取専門店加盟店数全国1位、加盟店857店舗、直営店43店舗、合計900店舗（※出店待機含む）となる。
- 2021年（令和3年） - 7月、鹿村大志が社長就任。12月現在で直営店を含め、全国で1200店以上の店舗を展開[3]。
- 2022年（令和4年）- 加盟店1156店、直営71店、合計1227店（※2022年1月時点）となり、5年連続で業界1位の座を獲得[9]。
- 2023年（令和5年）- 子会社「E-fran US Inc.」設立[3]。同年11月には海外展開を通じた販路拡大・買取事業の活性化を目的に子会社「E-fran US Inc.」を設立[10]。
- 2024年（令和6年）3月 -「アジア太平洋地域における急成長企業ランキング2024」で、アジア89位（日本9位）にランクインする[11]。